# Apostolska nunciatura v Liberiji
Apostolska nunciatura v Liberiji je diplomatsko prestavništvo (veleposlaništvo) Svetega sedeža v Liberiji.
Trenutni apostolski nuncij je Dagoberto Campos Salas.

## Seznam apostolskih nuncijev
- John Collins (12. julij 1951 - 20. december 1960)
- Francis Carroll (9. november 1961 - 25. avgust 1979)
- Johannes Dyba (25. avgust 1979 - 1. junij 1983)
- Romeo Panciroli (6. november 1984 - 18. marec 1992)
- Luigi Travaglino (4. april 1992 - 2. maj 1995)
- Antonio Lucibello (8. september 1995 - 27. julij 1999)
- Alberto Bottari de Castello (18. december 1999 - 1. april 2005)
- George Antonysamy (4. avgust 2005 - 21. november 2012)
- Mirosław Adamczyk (22. februar 2013 - 12. avgust 2017)
- Dagoberto Campos Salas (22. julij 2018 - danes)